# Riccia albovestita
Riccia albovestita là một loài rêu trong họ Ricciaceae. Loài này được O.H. Volk mô tả khoa học đầu tiên năm 1981.